# Hans Eisele (Diplomat)
Hans Eisele (* 3. März 1876 in Metlangen, heute Stadtteil von Schwäbisch Gmünd; † 19. März 1957 in Saulgau) war ein deutscher Journalist, Diplomat und Schriftsteller.

## Leben

### Kindheit
Hans war das erste Kind von Xaver Franz Eisele, Zimmermeister und Landwirt und Mathilde Eisele, geb. Blessing. Die Familie wohnte in Metlangen bei Schwäbisch Gmünd am Fuß des Rechbergs.
Bis 1890 besuchte Eisele die Volksschule (Grundschule) in Straßdorf. Der 14-Jährige wurde dann Schüler in der Schweiz im Benediktiner-Kloster Engelberg, später in der Stiftsschule im Kloster Einsiedeln. Schon in Engelberg wurde er wegen seiner Aufsätze der „Blättlischreiber“ genannt.

### Werdegang
Im Herbst 1897 begann Eisele sein Studium der Staatswissenschaften an der Ludwig-Maximilians-Universität in München. Er promovierte im Wintersemester 1900/01. Im Juni 1901 erhielt Eisele eine Stelle als Chefredakteur bei der Offenburger Zeitung und heiratete die Fabrikantentochter Maria Theresia Lichtel aus München. Während des Studiums wurde er Mitglied der katholischen Studentenverbindung Aenania. 1922 gehörte er zu den Stiftern der katholischen Studentenverbindung Trifels in München, deren Vorsitz er in den Jahren nach der Gründung übernahm.
Die Stationen seiner ersten Berufsjahre sind Offenburg, Regensburg, Ellwangen, Saarbrücken und Koblenz. Im Mai 1906 wurde Eisele als Repräsentant und Chefredakteur der Kölnischen Volkszeitung nach Köln gerufen, im Oktober 1906 ging er in gleicher Stellung nach Berlin. Dies war eine eminent politische Stellung, ein „Gesandtenposten“ wie er selbst sagte, mit politischer Spürnase in allen Reichsämtern und preußischen Ministerien, in den Parlamenten und besonders in den Zentrumsfraktionen des Reichstags und preußischen Landtages.
Wo immer im Ausland ein internationaler Kongress tagte oder ein großes politisches Geschehen lockte, war er nun Teilnehmer und Berichterstatter. Er sagte selbst, dass es nach 1906 keinen Katholikentag, keinen Parteitag vom Bund der Landwirte bis zu den Sozialdemokraten gab, auf dem er nicht unter der Presse saß und Berichte verfasste. Er war wohl der einzige katholische Journalist, der den preußischen Kronenorden erhielt.
Nach einer kurzen Zeit als Chefredakteur der Allgemeinen Rundschau in München wurde Eisele im Februar 1921 vom Staatsministerium des Äußeren beauftragt, in München die bayerische amtliche Pressestelle aufzubauen und zu leiten. Eisele leitete die Pressestelle des Bayerischen Staatsministeriums unter fünf verschiedenen Ministerpräsidenten und nahm – bis zu seiner Amtsenthebung durch die Nationalsozialisten im April 1934 – hervorragenden Anteil am politischen, kulturellen und religiösen Leben Deutschlands.
Er bekam den Titel Oberregierungsrat verliehen und kam durch seine Stellung mit den führenden politischen und kirchlichen Persönlichkeiten in Kontakt.
Das Büro des Nuntius Pacelli (ab 1939 Papst Pius XII.) lag in unmittelbarer Nähe der Pressestelle (Promenadeplatz 22). Mehrfach beriet er den Nuntius in der Formulierung seiner Schreiben und Predigten.
Aus Anlass von Eiseles 25-jährigem Jubiläum als Journalist und in Anerkennung seiner bei Abschluss des bayerischen Konkordats geleisteten Dienste als Publizist, wurde ihm vom Papst das Ritterkreuz des Gregoriusordens verliehen, eine der höchsten Auszeichnungen, die der Papst an Laien verleiht.
Als die Nationalsozialisten zu Beginn des Jahres 1933 an die Macht kamen, wurde die berufliche Situation immer schwieriger. Am 1. Juli 1933 demolierte die SA sein Haus. Er wurde immer wieder bedroht. In der Nacht vom 23. auf 24. April überfiel die SA nochmals sein Haus. „Als zweihundert SA-Helden mein Haus verwüstet hatten, bezahlte der bayerische Staat den materiellen Schaden, auch als sie den Angriff wiederholten. Aber ich konnte diese Nervenmühle nicht mehr länger ertragen. Ich war Tag und Nacht nicht mehr des Lebens sicher. Meine Kinder verloren ihre Stellungen oder wurden strafversetzt. ‚Für ihn und seine Familie, für sein Haus gebe ich Dr. Eisele keinerlei Schutz‘, hatte Innenminister Wagner erklärt. Ministerpräsident Siebert riet mir darum, so schnell wie möglich Bayern zu verlassen und irgendwo unterzutauchen.“
Eisele zog sich nach Saulgau zurück. In den Jahren 1939 bis 1945 wurde er als Luftschutzleiter dienstverpflichtet, von 1943 bis 1945 war er zusätzlich für die Bearbeitung des Räumungsfamilienunterhaltes als Kriegsaushilfsangestellter tätig.
Im September 1945 wurde Hans Eisele von der französischen Militärregierung zum Landrat des Kreises Saulgau ernannt. In seinen Tätigkeitsberichten schildert Eisele eindringlich die Situation der Nachkriegsmonate. Plünderungen und Diebstähle waren an der Tagesordnung, Unterernährung, Tuberkulose und fehlende Unterkünfte waren wesentliche Probleme. Er schilderte die Entbehrungen und Einschränkungen und appellierte an die moralische Verantwortung. Gemeinnutz gehe über Eigennutz, davon war er überzeugt. Im April 1947 – inzwischen 71 Jahre alt – übergab er sein Amt seinem Nachfolger.
Nun fand er die Zeit, sich ganz seinem freien Schreiben zuzuwenden. Zehn Jahre später, am 19. März 1957, starb Hans Eisele.
Er veröffentlichte über 30 Erzählungen, Romane und Kurzgeschichten in Zeitungen und Zeitschriften. Viele seiner Erzählungen wurden im „Katholischen Sonntagsblatt“, dem Bistumsblatt der Diözese Rottenburg abgedruckt. Als Bücher erschienen der politische Bericht „Bilder aus dem kommunistischen Ungarn“ (1920) und zwei Romane zu Beginn der 50er Jahre: „Stärker als Schuld ist Liebe“ (1951) und „Wenn Heilige wandern müssen“ (1954). In seinem Nachlass im Schriftgut-Archiv Ostwürttemberg befinden sich weitere etwa 20 unveröffentlichte Erzählungen und Romane. Zahlreiche Erzählungen veröffentlichte er unter seinem Pseudonym Johannes Stuifenberger.
Eiseles Werke sind heute vergriffen.

## Ehrungen
- 1956: Verdienstkreuz 1. Klasse der Bundesrepublik Deutschland